# Karolina Naja
Karolina Elżbieta Naja (født 5. februar 1990) er en polsk kajakroer, der har vundet en række internationale medaljer. 

## Kajakkarriere
Naja har gennem sin karriere roet henholdsvis ener-, toer- og firerkajak, og hendes første store internationale resultat kom, da hun var med til at vinde VM-bronze i 2010 i K-4 (500 m). Året efter var hun med til at vinde VM-sølv i K-2 (500 m) samt bronze i K-1 stafet (4×200 m), og ved OL 2012 i London roede hun både K-2 og K-4. Bedst gik det i K-2 (500 m), hvor hun sammen med Beata Mikołajczyk ganske vist sluttede sidst i sit indledende heat, men da næsten alle deltagere kvalificerede sig til semifinalerne, gjorde de to polakker det også. I semifinalen gik det bedre, da de blev nummer tre efter en tysk og en ungarsk kajak og dermed var klar til finalen. Her gik det på samme måde, da tyskerne vandt guld, fulgt af ungarerne på sølvpladsen, mens Naja og Mikołajczyk fik bronze. I K-4 (500 m) var hun med til at blive nummer fire.
Samme år var Naja med til at vinde EM-guld i K-2 (1000 m) samt bronze (500 m), mens hun i 2013 var med til at vinde sølv i både K-2 (200 m) og i K-1 stafet (4×200 m) samt bronze i K-2 (500 m), mens hun ved EM vandt guld i K-2 (både 500 m og 1000 m) samt sølv i K-2 (200 m). I 2014 vandt hun guld i K-1 stafet (4×200 m), sølv i K-4 (500 m) og bronze i K-2 (500 m), mens hun ved EM samme år vandt sølv i K-2 (500 m) og K-4 (500 m). Ved EM 2015 vandt hun guld i K-2 (500 m) samt sølv i K-2 (200 m og 1000 m). Desuden vandt hun bronze ved European Games i 2015 i K-4 (500 m).
Ved OL 2016 i Rio de Janeiro stillede hun op i såvel K-2 som K-4 (500 m). Igen gik det her bedst i K-2, hvor hun stadig roede sammen med Beata Mikołajczyk, og her blev de nummer to i deres indledende heat, mens de vandt deres semifinale. Igen var det den tyske og den ungarske kajak, der lagde bedst ud, men polakkerne fulgte godt med, indtil de mod slutningen måtte opgive at følge med, hvorpå tyskerne genvandt guldet, mens ungarerne fik sølv, og Naja og Mikołajczyk sikrede sig endnu en bronzemedalje. I K-4 blev det til en niendeplads for Naja og den polske kajak.
I 2018 vandt hun bronze i K-4 (500 m) ved VM, og i 2019 blev det til VM-sølv i K-2 (500 m) og -bronze i K-4 (500 m). Ved OL 2020 i Tokyo (afholdt i 2021) stillede hun igen op i både K-2 og K-4 på 500 m. I K-2 stillede hun denne gang op med Anna Puławska, og de vandt deres indledende heat, mens de med en fjerdeplads i semifinalen sikrede sig plads i finalen. Her var det den newzealandske kajak, der var hurtigst og vandt guld, mens Naja og Puławska sikrede sig sølvet foran en ungarsk kajak. I K-4 bestod den polske besætning ud over Naja af Puławska samt Justyna Iskrzycka og Helena Wiśniewska, og de vandt deres indledende heat og deres semifinale. I finalen var den ungarske kajak hurtigst og vandt guld, mens belaruserne vandt sølv og polakkerne bronze.